# Emilia av Sachsen
Emilia av Sachsen, tyska: Aemilia von Sachsen, född 27 juli 1516 i Freiberg i Sachsen, död 9 april 1591 i Ansbach, var markgrevinna av Brandenburg-Ansbach genom sitt äktenskap med markgreve Georg av Brandenburg-Ansbach.

## Biografi

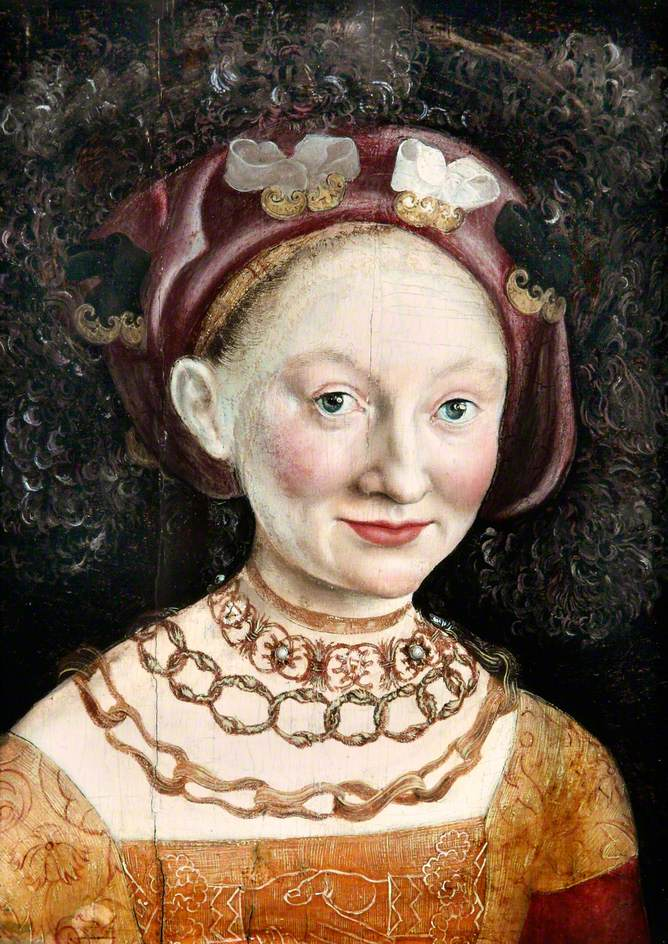
Emilia av Sachsen, porträtt utfört av Hans Krell omkring 1530.

Emilia var dotter till hertig Henrik IV av Sachsen och hans gemål Katarina av Mecklenburg. Hon tillhörde därmed det sachsiska furstehuset Wettin.
Hon gifte sig den 25 augusti 1533 med den betydligt äldre markgreve Georg (1484–1543), som även var hertig av Jägerndorf i Schlesien och förmyndarregent för den unge markgreven Albrekt Alcibiades av Brandenburg-Kulmbach. Det var Georgs tredje äktenskap, varav de två tidigare ingåtts innan hans tillträde som regerande markgreve, men han saknade då fortfarande söner. Bland de fyra barnen som föddes i äktenskapet med Emilia fanns även Georgs ende son Georg Fredrik av Brandenburg-Ansbach. 
Emilia fungerade från 1543 till 1556 som förmyndare för sin minderårige son Georg Fredrik och ansvarade för dennes grundliga och humanistiskt inriktade uppfostran. Som regenter i Brandenburg-Ansbach fungerade dock kurfurst Johan Fredrik I av Sachsen, markgreve Albrekt Alcibiades av Brandenburg-Kulmbach och lantgreve Filip den ädelmodige av Hessen. Emilia bedrev en strängt luthersk religionspolitik gentemot katolikerna i Brandenburg-Ansbach. Hon beskrevs i samtiden som klok, duglig och gudfruktig. Hon levde under slutet av sitt liv tillbakadraget på sitt änkesäte.

## Familj
Emilia fick följande barn i äktenskapet med Georg av Brandenburg-Ansbach:
- Sofia av Brandenburg-Ansbach (1535–1587), gift 1560 med hertig Henrik XI av Liegnitz (1539–1588)
- Barbara av Brandenburg-Ansbach (1536–1591)
- Dorotea Katarina av Brandenburg-Ansbach (1538–1604), gift 1556 med Henrik V av Plauen, borggreve av Meissen
- Georg Fredrik av Brandenburg-Ansbach (1539–1603), markgreve av Brandenburg-Ansbach och Brandenburg-Kulmbach, hertig av Jägerndorf, gift:
  - 1558 med Elisabet av Brandenburg-Küstrin (1540–1578)
  - 1579 med Sofia av Braunschweig-Lüneburg (1563–1639)